# Apetahia longistigmata
Apetahia longistigmata är en klockväxtart som först beskrevs av Forest Buffen Harkness Brown, och fick sitt nu gällande namn av Franz Elfried Wimmer. Apetahia longistigmata ingår i släktet Apetahia och familjen klockväxter.
Artens utbredningsområde är Marquesasöarna. Inga underarter finns listade i Catalogue of Life.